# Alfred (Maine)
Pour les articles homonymes, voir Alfred.
La ville d'Alfred est le siège du comté de York, situé dans l’État du Maine, aux États-Unis. Sa population s’élevait à 3 019 habitants lors du recensement de 2010, estimée à 3 076 habitants en 2014. Elle fait partie de la zone métropolitaine de Portland.

## Démographie
Lors du recensement de 2010, la population était de 3 019 habitants avec 1 175 ménages et 769 familles résidentes.
La répartition ethnique était de 97,5 % d'Euro-Américains et 0,7 % d'Afro-Américains. Le revenu moyen par habitant était de 19 337 dollars avec 5,5 % de la population sous le seuil de pauvreté.

## Source
- (en) Cet article est partiellement ou en totalité issu de l’article de Wikipédia en anglais intitulé « Alfred, Maine » (voir la liste des auteurs).